# Галерея истории древней живописи
Галерея истории древней живописи — большой зал-галерея на втором этаже здания Нового Эрмитажа, предваряющий залы собраний живописи при подъёме на второй этаж по парадной лестнице (зал 241). Стены галереи украшены фресками, иллюстрирующими историю возникновения, развития и упадка живописи в античности. В галерее расположена часть собрания западно-европейской скульптуры XVIII—XIX веков, в частности работы Антонио Кановы и Бертеля Торвальдсена.

## История создания
В 1838 году император Николай I, совершая путешествие по Европе, познакомился в Мюнхене с прославленным баварским архитектором Лео фон Кленце. У Николая к тому времени уже созрел замысел о создании публичного художественного музея, в котором могла бы быть выставлена на всеобщее обозрение огромная императорская коллекция произведений искусства и собрание археологических древностей. После встречи с Кленце и осмотра построенных им в Мюнхене зданий Глиптотеки и Старой пинакотеки, Николай принял решение о приглашении Кленце для строительства нового музейного здания в Санкт-Петербурге.
В мае 1839 года Кленце прибыл в Россию. Если в Мюнхене Кленце строил специализированные музейные здания (Глиптотека для скульптуры и Пинакотека для картинной галереи), то в российской столице перед ним была поставлена задача возвести универсальное здание, предназначенное не только для картин и скульптуры, но и для нумизматических и археологических коллекций, гравюр и рисунков, книг, исторических артефактов и предметов вооружения. Сам Кленце писал, что ему предстояло «решить задачу столь же новую, сколько занимательную и трудную: соединить при одинаковой наружной архитектуре отдельные залы, назначенные для собраний весьма неоднородных».
Галерея истории древней живописи была задумана как первое помещение, в которое попадали посетители Нового Эрмитажа, поднявшись по парадной лестнице на второй этаж. По задумке архитектора Галерея предваряла большие залы-просветы, предназначенные для фламандской, испанской и итальянской живописи. При создании Галереи Кленце задействовал свой ранний опыт, полученный при строительстве мюнхенской Пинакотеки, где он для украшения залов использовал сюжеты из истории итальянской и немецкой живописи. Для Галереи в Новом Эрмитаже он решил взять сюжеты из истории древнегреческой живописи.
Весной 1845 года Кленце прислал в Санкт-Петербург на утверждение проект программы Галереи: «Эта история, начинаясь в древности, оканчивает своё блестящее развитие в Константинополе, возрождается там в формах христианского искусства и вместе с ним попадает в Россию». В том же 1845 году эта программа была опубликована в Мюнхене. Там было сказано: «Так как в России всё что связано в искусством, исходит из живописи, которая в течение долгого времени процветала в Византии, там же погибла и воскресла как Феникс из пепла, то строитель петербургской пинакотеки избрал темой историю древнего эллинского искусства».
Первоначальный проект подразумевал, что в Аванзале (современный зал № 246), расположенном напротив галереи за верхней площадкой парадной лестницы, будут размещены фрески, продолжающие Галерею и показывающие преемственность традиций от древнегреческой к византийской школе и оттуда к русской. Предполагалось что эти фрески будут писать П. В. Басин и П. К. Нотбек. Однако от этой идеи отказались и в этом зале, а также двух прилегающих к нему, было решено разместить картины русских художников (современные залы: 247 — зал Рубенса, 246 — Аванзал, зал Ван Дейка, 245 — зал Снейдерса).
Программа самой галереи описывала 86 сюжетов, среди которых отводилось место как для отдельных произведений «составляющих эпоху или ставшими почему-либо знаменитыми», так и целым этапам развития живописи. Кроме того, место было отведено и абстрактным понятиям, имевшим к живописи отношение весьма опосредованное.
Основным источником сюжетов для фресок послужила «Естественная история (Естествознание)» Плиния Старшего, по оценке О. Я. Неверова к Плинию восходит 51 сюжет. 5 сюжетов описаны у Афинея, по 4 — у Страбона, Павсания и Лукиана Самосатского. По одному сюжету относятся к грекам Плутарху, Аристофану, Клименту Александрийскому, римлянам Диону Кассию, Сенеке Старшему, Светонию, Витрувию, Валерию Максиму, Веллею Патеркулу, Юлию Капитолину и византийцу Евнапию. Ряд сюжетов параллельно встречается и у других авторов, например у Гомера. По задумке Кленце все сюжеты должны были иллюстрировать историю живописи от её зарождения и показывать её поэтапное развитие, а также представлять творчество наиболее выдающихся древних художников.
Исполнение эскизов было заказано мюнхенскому художнику Иоганну Георгу Хильтеншпергеру. И уже в 1846 году он прислал в Санкт-Петербург первые 24 наброска, получивших одобрение. Последние эскизы купольных тондо были утверждены императором Николаем I 20 июня 1848 года. Несколько листов с проектом внутренней отделки галереи и эскизами фресок сохранилось в музее Российской академии художеств.
Не дожидаясь окончательного утверждения сюжетов, Хильтеншпергер приступил к работе над большими полноразмерными панно. Все они были написаны на медных листах в технике энкаустики, которая ведёт своё начало с античных времён. Примерами дошедших до наших дней аутентичными образцами работ, созданных в подобной технике, являются фаюмские портреты. В целях тщательного изучения манеры античных художников и практического освоения энкаустики Хильтеншпергер совершил поездку в Неаполь, где некоторое время провёл в Помпеях, изучая античные фрески.
Основная работа над панно для Эрмитажа велась в мюнхенской мастерской художника и по мере готовности они отсылались в Петербург. Всего Хильтеншпергером было написано 24 малых, 24 средних и 32 большие картины (всего 80). Оставшиеся 6 сюжетов по акварельным эскизам Хильтеншпергера были исполнены непосредственно в Санкт-Петербурге итальянским художником Косрое Дусси.
В отличие от фресок Мюнхенской пинакотеки, где картины были расположены на потолочных сводах, основной массив петербургских фресок был вмонтирован в стены, на куполах были размещены лишь шесть больших тондо. В картушах на подкупольных сводах были помещены барельефные портреты наиболее выдающихся художественных деятелей (портрет Рембрандта помещён дважды), среди них Кленце разместил и свой портрет.
Перед открытием Нового Эрмитажа встал вопрос: как использовать галерею в собственно музейных целях?
Первоначально в Галерее было выставлено собрание малахитовых изделий Петергофской и Екатеринбургской гранильных фабрик. В таком виде галерея зафиксирована на акварели Э. П. Гау, входящей в серию дворцовых видов. Этот рисунок находится в собрании Эрмитажа (бумага, акварель, 44 × 28,9 см, инвентарный № ОР-11736.
Директор Берлинского музея Густав Фридрих Ваген, приглашенный в Эрмитаж в 1860-е годы для консультаций по составу музейных коллекций, отозвался о Галерее весьма критически: «Выбор сюжетов, сделанный Кленце, ни в коем случае нельзя назвать удачным. Поскольку картины этих художников не сохранились, то их жизнь представляет собой интерес только для узкого круга людей, которые специально занимаются изучением античного искусства, а широкая публика не получает о ней представления и остается равнодушной».
В 1883 году директор Эрмитажа А. А. Васильчиков предпринял попытку получить из Придворно-конюшенного музея собрание старинных гобеленов. Он предполагал разместить эту коллекцию в Галерее истории древней живописи, вследствие этого из галереи были убраны малахитовые вазы. Однако в передаче гобеленов в Эрмитаж ему было отказано, и тогда в галерее стало размещаться собрание западно-европейской скульптуры.
Из-за того, что большинство работ Хильтеншпергера находилось в Германии, он оставался в России малоизвестным, фрески галереи также воспринимались не как единое целое произведение, а, скорее, как просто ещё одно «античное» украшение ещё одного помещения Эрмитажа. Такое отношение к галерее сохранялось и в советское время. Отмечается, что на это повлияло то, что другая подобная комплексная работа Хильтеншпергера, основанная на сюжетах из Аристофана, Гомеровских гимнах, сценах из Гесиода и «Одиссеи», находившаяся в мюнхенской резиденции баварского короля Людвига I и полностью уничтоженная в результате бомбардировок во время Второй мировой войны, оказалась практически неизвестной исследователям. Так, в путеводителе по Эрмитажу было сказано: «Однако, несмотря на свой эффектный вид, галерея, в отличие от Лоджий Рафаэля, не имеет большой художественной ценности и лишена художественного единства. Разбросанные по стенам картины воспринимаются сами по себе, они никак не связаны с архитектурой галереи». Антоновой вторит и Ю. Г. Шапиро: «Росписи в галерее не представляют художественной ценности, они носят чисто декоративный характер».
Отношение к галерее и её оценки стали меняться лишь с наступлением XXI века. О. Я. Неверов в своём обзоре галереи отмечает что решение о её создании и последующее воплощение было крайне удачным и интересным.

## Список фресок-панно
Конструктивно галерея состоит из девяти секций, над каждой из которых возведён свой купол. В шести куполах расположены шесть больших тондо с фресками, ещё в трёх куполах устроены световые фонари.
Каждое панно имеет свой собственный порядковый номер, написанный римскими цифрами и изображённый в картуше или табличке сверху картины. Номер XXXII имеют два панно, номер XXXIII отсутствует, поэтому 33-й номер условно присвоен одному из тридцать вторых панно.
В подкупольных сводах в плакетках размещены портреты важнейших европейских деятелей искусств.

### Секция 1, фрески 1—15
| Изображение фрески            | Описание сюжета по источникам |
| ----------------------------- | --- |
| I                             | I. Данай показывает аргосским грекам раскрашенные статуэтки египетских богов. Косвенное упоминание об этом есть у Павсания в «Описании Эллады»: «Самой большой достопримечательностью у аргосцев в городе является храм Аполлона-Ликийского (Хранителя от волков). Статуя, сохранившаяся до нашего времени, была творением афинянина Аттала, а первоначально и храм и деревянная статуя были посвящением Даная; я убежден, что тогда все статуи были деревянными, особенно египетские». В углах подкупольного свода помещены портреты Караваджо, Рембрандта, Джотто ди Бондоне и Джорджо Вазари |
| II, III, IV                   | II. Греческий живописец раскрашивает деревянные статуи олимпийских богов. Кленце в «Программе Галереи» отмечает: «Занятие, которое, пожалуй, должно рассматриваться как самое первое начало в живописи Греции». III. Колесница Гелиоса. Символизирует дневной свет: «Свет с высоты посылает бессмертным богам он и людям, / На колесницу взойдя. Из-под шлема глядят золотого / Страшные очи его. И блестящими сам он лучами / Светится весь». IV. Колесница Селены. Символизирует лунный свет: «Неборожденное льется сиянье на темную землю / От головы ее вечной, и все красотою великой / Блещет в сиянии том. Озаряется воздух бессветный / Светом венца золотого, и небо светлеет, едва лишь / Из глубины Океана, омывши прекрасную кожу, / Тело облекши блестящей одеждою, издали видной». |
| V                             | V. Дочь коринфского гончара Бутада обводит линией тень от своего возлюбленного. Плиний Старший приводит это сказание как иллюстрацию к первым шагам как пластики, так и живописи: «Первым начал лепить изображения из глины в Коринфе гончар Бутад из Сикиона, благодаря своей дочери. Она была охвачена любовью к одному юноше и при его отъезде на чужбину обвела тень лица его от светильника на стене линией, а отец положил на это очертание глину и получил отпечаток». |
| VI                            | VI. Эвхир рисует идеальную фигуру. Согласно Плинию: «Живопись ввели египтяне, а в Греции — Эвхир, родственник Дедала». |
| (слева направо) VIII, VII, IX | VII. Клеофант (так его называет Неверов, согласно Плинию — Экфант) стал первым рисовать силуэты коричневой краской, приготовленной подмастерьем из тёртой черепицы. См. у Плиния: «Первым начал покрывать их (силуэты) краской, как передают, из толчёной черепицы, Экфант из Коринфа». VIII. Ардик первым стал выделять детали на силуэтах: «Линейную (живопись) <…> первыми развили Аридик из Коринфа и Телефан из Сикиона, всё ещё без всякой краски, однако уже введя расчленяющие линии внутри». IX. Эвмар стал рисовать женщин светлыми, а мужчин тёмными. Согласно Плинию: «первым в живописи отличил мужчину от женщины». |
| X                             | X. Кимон развил идеи Эвмара и применил разные ракурсы. У Плиния сказано: «Кимон ввёл катаграфы, то есть изображения повёрнутые в сторону, и стал по-разному представлять лица — смотрящими назад или смотрящими вверх или смотрящими вниз, чётко показал части членов тела, выделил вены и, кроме того, ввёл складки и изгибы в одежде». Клавдий Элиан пишет: «Кимон из Клеон, как говорят, создал искусство живописи, в то время только нарождавшееся и бывшее, так сказать, младенцем в пеленках; его предшественники занимались им без правил и истинного умения. Поэтому Кимон стал получать за свой труд гораздо более высокое вознаграждение, чем они». |
| XI                            | XI. Художники рисуют бегущих атлетов, по Неверову — «Бег в гимнасии». Источник этого сюжета не установлен. |
| XII                           | XII. «Борьба на патестре». Источник этого сюжета также не ясен. Неверов, цитируя Кленце, пишет: «Эти картины указывают на источники, из которых греческие художники черпали „элементы совершенствования, которые отныне сопровождали красоту и жизненность их трактовки форм“». |
| (слева направо) XV, XIII, XIV | XIII. Клеанф из Коринфа изображает рождение Афины из головы Зевса. Эта картина упоминается у Страбона как находящаяся в храме Артемиды Алфионии. XIV. Другая картина Клеанфа из того же храма «Гибель Трои» (Неверов ошибочно прочитал Страбона и приписал картину Арегонту. XV. Картина Арегонта из храма Артемиды Алфионии «Артемида, уносящаяся на грифе». Она также упомянута у Страбона. |

### Секция 2, фрески 16—21
| Изображение фрески                                | Описание сюжета по источникам |
| ------------------------------------------------- | --- |
| XVI                                               | XVI. Купольное тондо с изображением того как Кимон Афинский впервые показал в Расписной стое эскиз картины на исторический сюжет «Битва при Марафоне» (по источникам, её авторы - Микон, Полигнот или Панэн). У Павсания в есть подробное описание этой картины: «Последняя картина изображала сражавшихся при Марафоне. Из беотийцев одни жители Платеи и все войско Аттики вступили в рукопашный бой с варварами. Здесь изображается еще нерешенное сражение. А в разгар боя варвары уже бегут и толкают друг друга в болото. На краю картины изображены финикийские корабли, варвары стараются влезть на них, а эллины их избивают. Тут же нарисован и герой Марафон, от которого вся эта равнина получила свое название, а также Тесей, изображенный как будто он поднимается из земли, кроме того, Афина и Геракл. У марафонских жителей, как они сами говорят, впервые Геракл стал почитаться богом. Из сражающихся особенно выделяются на картине Каллимах, который афинянами был выбран на должность полемарха, а из стратегов — Мильтиад и так называемый герой Эхетл». В углах подкупольного свода помещены портреты Гаддо Гадди, Альбрехта Дюрера, Пьетро Перуджино и Симоне Мемми (возможно имелись ввиду Симоне Мартини и Липпо Мемми, которые часто работали вместе). |
| (слева направо, сверху вниз) XVII, XVIII, XIX, XX | XVII. Полигнот с Фасоса привносит разнообразные новшества в живопись. У Плиния об этом говорится: «Полигнот с Фасоса, который первым стал писать женщин в прозрачных одеждах, с разноцветными митрами на головах и <…> начал представлять приоткрытым рот с виднеющимися зубами, передавать разные выражения лица в отличие от старинной скованности». Полигнота также упоминает Аристотель: «…именно, Полигнот был отличным живописцем характеров», в другом месте он пишет «Полигнот изображал лучших людей». XVIII. Полигноту с Фасоса в знак признания его заслуг даруется право на гражданство Афин, о чём пишет Плиний: «Пожалуй, большим признание пользовался Полигнот, поскольку амфиктионы постановили предоставить ему право бесплатного гостеприимства». XIX. Панен, брат Фидия, в «Битве при Марафоне» пишет портреты главнейших участников сражения. См. у Плиния: «Настолько уже применение красок распространилось и настолько искусство достигло совершенства, что, как передают, написал в этом сражении предводителей иконическими, афинских — Мильтиада, Каллимаха, Кинегира, варварских — Датиса, Артаферна». XX. Онат Эгинский первым пишет изображение значительно крупнее натуры. В действительности Онат Эгинский был скульптором, изваявшим гигантскую медную статую Геракла, и в живописца он трансформировался только в «Программе» Кленце. О статуе Геракла пишет Павсаний: «Фасосцы были по происхождению финикийцы; отплыв из <города> Тира вместе с Фасосом, сыном Агенора, и покинув остальную Финикию в поисках Европы, они посвятили в Олимпию статую Геракла; и постамент и сама статуя были из меди. Высота этой статуи — восемь локтей; в правой руке Геракл держит дубину, в левой — лук». |
| XXI                                               | XXI. Микон приговаривается к штрафу за то, что в картине «Битва при Марафоне» посмел написать персов крупнее чем греков. Источник этого сюжета неясен, О. Я. Неверов указывает на «Словарь» Гарпократиона. У Гарпократиона, в свою очередь, есть отсылка на несохранившуюся речь Ликурга Афинского: «Ликург в „О жрице“: „и они наказали Микона, который рисовал греков низко“». |

### Секция 3, фрески 22—29
| Изображение фрески              | Описание сюжета по источникам |
| ------------------------------- | --- |
| XXII                            | XXII. Купольное тондо с аллегорическим изображением аттической школы живописи. В «Программе» Кленце обнаруживается следующее теоретическое утверждение: «До сего пункта колорит картин все еще оставался пестрым, без нюансировки, без эффектов светотени… Отныне начинается новая эпоха в искусстве». В углах подкупольного свода помещены портреты Святого Луки (который издавна считался покровителем художников), Риччарелли да Вольтерра, «C. V. de Havilton» (?) и Доменико Гирландайо. |
| (слева направо) XXIV, XXIII, XV | XXIII. Зевксид (так его называет Плиний, в большинстве источников его имя передаётся как Зевксис) пишет «Елену Прекрасную» (Елена у Неверова, у Кленце она названа Юноной, что находит косвенное подтверждение у Плиния). Для этой картины ему позировали пять красивейших девушек города Кротона. По словам Неверова Зевксид очень сожалел, что шестая девушка отказалась позировать обнажённой и он не смог до конца выразить в картине прекрасную наготу Елены. Согласно Плинию, Зевксиду позировало только пять девушек, про шестую он не упоминает: «Он был настолько тщательным, что, собираясь писать картину на доске для агригентцев, которые должны были посвятить её от имени государства в храме Юноны Лацинии, он осмотрел их девушек обнажёнными и выбрал пять девушек, чтобы передать на картине то, что было самого прекрасного в каждой из них». Эта же история подробно рассказана Цицероном, который считает что на картине изображена Елена Прекрасная: «…они наняли Зевксиса из Гераклеи <…> он сказал, что хочет изобразить подобие Елены. И мужчины Кротоны, которые часто слышали, что он превосходит всех других мужчин в рисовании женщин, были очень рады слышать это; поскольку они думали, что если он приложит величайшие усилия в том классе работы, в которой он имел наибольшие навыки, он оставит им самую благородную работу в этом храме. <…> Затем жители Кротоны в соответствии с публичным голосованием собрали девушек в одно место и дали художнику возможность выбрать, кого он выберет. Но он выбрал пять, имена которых многие поэты передали в традицию, потому что они были одобрены человеком, который имел самое точное суждение о красоте. Ибо он не думал, что сможет найти все составляющие совершенной красоты в одном человеке, потому что природа не сделала ничего абсолютно совершенного в каждой части. <…> Следовательно она уравновешивает одно преимущество, дарованное человеку, другим недостатком». XXIV. Аполлодор первым стал писать тени. См. у Плиния: «Первым засиял Аполлодор из Афин, в 93 олимпиаду. Он первый начал передавать тени и первый доставил кисти заслуженную славу». XXV. Зевксид собирает плату за просмотр своего «Атлета». Такая расшифровка сюжета указана в «Программе» Кленце. Однако у Плиния о взимании платы ничего не говорится: «Создал он <…> и Атлета, до такой степени сам довольный им, что написал внизу стих, с тех пор знаменитый, о том, что легче будет завидовать, чем подражать». Плутарх этот стих приписывает живописцу Аполлодору. |
| XXVI                            | XXVI. Знаменитая картина Зевксида «Семья кентавров». Её описание оставил Лукиан Самосатский: «Знаменитый Зевксис, ставший величайшим из художников, никогда, за исключением очень немногих случаев, не писал таких простых и обыкновенных вещей, как герои, боги, войны, — но всегда пробовал свои силы в создании нового и, замыслив что-нибудь неслыханное, необычайное, на нем показывал безупречность своего мастерства. Среди других смелых созданий Зевксиса имеется картина, изображающая женщину-гиппокентавра, которая заботливо кормит грудью двух детенышей-близнецов, маленьких гиппокентавров. <…> И то сверхизумление, которое я испытал тогда перед искусством мастера, может быть, явится моим союзником и посодействует сейчас более точному воспроизведению» и далее Лукиан приводит обширное описание этой картины. О. Я. Неверов отмечает, что И. Г. Хильтеншпергер в точности следовал описанию Лукиана и что его «воссоздание, наверное, очень близко к утраченному оригиналу». |
| XXVII                           | XXVII. Зевксид преподносит в дар жителям Агригента картину «Алкмена». Плиний об этом рассказывает следующее: «Впоследствии он решил дарить свои произведения, потому что, говорил он, они не могут быть куплены ни по какой достаточно достойной цене. Так, он подарил Алкмену агригентцам…». |
| XXVIII                          | XXVIII. Зевксид удручён своей картиной «Мальчик с виноградом», поскольку прилетевшие птицы приняли виноград за настоящий и попытались его клевать, но при этом игнорировали мальчика. У Плиния об этом читаем: «…когда к винограду прилетели птицы, он с той же искренностью в гневе подошёл к своему произведению и сказал: „Виноград я написал лучше, чем мальчика, — ведь если бы я и в нём добился совершенства, птицы должны были бы бояться и его“». Однако Сенека Старший описывает другую версию случившегося (называя художника Зевксином): замечание о мальчике сделал один из покупателей картины и «тогда Зевксин стёр виноград, оставив на картине то, что было лучше, а не то что было похоже». |
| XXIX                            | XXIX. Картина Андрокида «Сцилла». Об этой картине упоминает Афиней: «Живописец Андрокид Кизикский тоже был любителем рыбных блюд, как рассказывает Полемон, и дошел в своем сластолюбии до того, что на картине „Скилла“ с особой любовью написал рыб, ее окружавших». |

### Секция 4, фрески 30—39
| Изображение фрески                 | Описание сюжета по источникам |
| ---------------------------------- | --- |
| XXX, XXXI                          | XXX. По желанию Паррасия во время работы над картиной «Прометей» был подвергнут пыткам пленник, захваченный Филиппом Македонским в Олинфе. Эту историю рассказывает Сенека Старший: «Художник Паррасий Афинский, после захвата Олинфа, купил на рынке пленника, которого использовал как модель для картины о Прометее. Пленник от пыток умер». Современные исследователи считают эту историю полностью вымышленной. XXXI. Образ Геракла пришел к Паррасию во сне. Афиней приводит следующий рассказ и цитирует эпиграмму, сочинённую по этому случаю самим Паррасием: «Он любил все чудесное и рассказывал, что когда он писал Геракла в Линде, то сам Геракл явился ему во сне и сам показал позу, наилучшую для картины. Поэтому картину Паррасий подписал: „Как представал по ночам Паррасию бог в сновиденьях, / Так предстает он и здесь, чтобы увидели все“». Это подтверждает и Плиний: «Геркулеса, который находится в Линде, он написал таким, каким часто видел во сне». В углах подкупольного свода помещены портреты Рембрандта (во второй раз), Чимабуэ, Кленце и Мазаччо. |
| XXXII                              | XXXII. Паррасий был тщеславен и в гордыне от своего мастерства приравнивал себя к Аполлону. Об этом пишут многие древние авторы. См. у Плиния: «…никто не кичился высокомернее своей славой в искусстве, чем он. И действительно, он и прозвища присваивал, называя себя Габродиетом [изысканный, утончённый], и в других стихах называл себя первым в искусстве и говорил, что оно доведено им до вершины, и, сверх того, что он происходит от корня Аполлона». Рассказ Плиния дополняет Афиней: «И настолько древние были привержены к расточительству и роскоши, что даже живописец Паррасий Эфесский наряжался в пурпур и носил золотой венок». То же говорит Клавдий Элиан: «Живописец Паррасий <…> ходил в пурпуре и с золотым венком на голове. <…> В руках Паррасий носил посох, обвитый золотом, ремни на сандалиях были тоже золотые. Рассказывают, что он работал охотно и быстро, всегда веселый и не знающий затруднений, потому что и пел и насвистывал, стараясь прогнать усталость». |
| XXXII (XXXIII)                     | XXXII (XXXIII). Картина Паррасия «Афинский демос». Плиний так описывает эту картину: «Он написал Афинский Демос, изобретательно и по содержанию, пытаясь показать его различным: вспыльчивым, несправедливым, непостоянным, и вместе с тем устпчивым, кротким, милосердным, хвастливым, возвышенным, низменным, смелым и трусливым, и все равным образом». Неверов отмечает, что Хильтеншпергер справился с трудной задачей воссоздания картины, прибегнув «к обилию символических атрибутов, которыми он снабдил безмятежный образ демоса-юноши». На фреске ошибочно продублирован № XXXII, фактически она является тридцать третьей. |
| (слева направо) XXXV, XXXIV, XXXVI | XXXIV. Император Тиберий принимает завещанную ему картину «Мелеагр и Аталанта». Эта история рассказана Светонием: «…отказанную ему по завещанию картину Паррасия, изображавшую совокупление Мелеагра и Аталанты, он не только принял, но и поставил в своей спальне, хоть ему и предлагалось на выбор получить вместо нее миллион деньгами, если предмет картины его смутит». Плиний упоминает картину Паррасия, изображающую оскопленного жреца Кибелы архигалла: «Написал он и Архигалла. Эту картину полюбил принцепс Тиберий и <…>, оценённую в 6000000 сестерциев, заключил в свою спальню». Г. А. Таронян в комментариях к Плинию считает что Плиний и Светоний пишут о разных картинах Паррасия". XXXV. Соперничество Паррасия и Зевксида. Этот сюжет также заимствован у Плиния: «…и тогда как Зевксид представил картину с написанным на ней виноградом, выполненную настолько удачно, что на сцену стали прилетать птицы, он (Паррасий) представил картину с написанным на ней полотном, воспроизведенным с такой верностью, что Зевксид, возгордившись судом птиц, потребовал убрать наконец полотно и показать картину, а поняв свою ошибку уступил пальму первенства искренне стыдясь оттого что сам он ввел в заблуждение птиц, а Паррасий — его, художника». XXXVI. Картина Паррасия «Тезей находит под камнем оружие, спрятанное его отцом Эгеем». Сюжет картины восходит к Аполлодору: «Затем он (Эгей) оставил, положив под тяжёлый камень, меч и сандалии, наказав Этре при этом, чтобы она отправила мальчика к нему в Афины, когда он вырастет и сможет, сдвинув камень, взять оставленные для него отцом предметы»; «Тесей, которого Этра родила Эгею, став взрослым, сдвинул камень и взял меч и сандалии». Об отзыве художника Эвфранора с Истма на картину пишет Плиний: «…Тесей, по поводу которого он сказал, что Тесей у Паррасия питался розами, а его Тесей — мясом». Плутарх также упоминает картину Паррасия о Тесее. |
| XXXVII                             | XXXVII. Основатель сикионской школы живописи Евпомп объясняет скульптору Лисиппу что в искусстве следует отталкиваться от природы. «Лисипп из Сикиона <…> решился отважиться благодаря ответу живописца Эвпомпа: на вопрос кому из предшественников он следует, Эвпомп ответил, указав на толпу людей, что нужно подражать самой природе, а не художнику». О. А. Неверов пишет, что этот вопрос Евпомпу задал его ученик Апеллес. Г. А. Таронян в комментариях к Плинию утверждает, что Лисипп не был учеником Евпомпа, а их личная встреча маловероятна, хотя и возможна. |
| XXXVIII                            | XXXVIII. Гибель силача Милона Кротонского от диких зверей. Очевидно, здесь реконструируется чья-то картина на этот сюжет (возможно, судя по соседним работам - Апеллеса), однако у античных писателей упоминания такой картины не обнаружено. Известен анекдот о французском художнике, пытавшим натурщика для картины о Мироне. Сюжет является достаточно популярным у древних писателей, он известен у Авла Геллия, Овидия, Павсания, Страбона. У большинства авторов упоминается что к моменту смерти Милон был стариком, однако Хильтеншпергер его изобразил ещё молодым человеком. |
| XXXIX                              | XXXIX. Фрина на празднестве Посейдона во время Элевзинских мистерий впервые прилюдно искупалась обнажённой, после чего возникла легенда о её выдающейся красоте. Именно эта сцена вдохновила Апеллеса на создание его знаменитой картины «Афродита Анадиомена», написанной им для храма Асклета. У Афинея эта история рассказана подробно: «Надо признать, что великолепие Фрины заключалось в том, что она ничего не показывала. Невозможно было увидеть ее голой, потому что она всегда была одета в тунику, которая скрывала прелести ее тела; более того, она никогда не ходила в общественные бани. Однажды, однако, в великом элевсинском собрании и на празднике Посейдона она сняла свой плащ перед всеми греками, уронила на плечи свои длинные волосы и вошла в воду в обнажённом виде». |

### Секция 5, фрески 40—47
| Изображение фрески        | Описание сюжета по источникам |
| ------------------------- | --- |
| XL, XLI                   | XL. Картина Тиманта (иначе — Тиманфа) «Ифигения в Авлиде». См. рассказ Плиния: «А что касается Тиманта, у него было очень много изобретательности. Это ведь ему принадлежит Ифигения, прославленная восхвалениями ораторов, — он написал ее стоящей у алтаря в ожидании смерти, а всех написав скорбными, в особенности дядю, и исчерпав все возможности выражения горести, лицо самого отца скрыл под покрывалом, потому что не мог показать его соответственно». Сама история Ифигении была очень популярной и описана у множества античных писателей. XLI. Картина Тиманта «Сатиры, измеряющие палец Циклопа». Этот сюжет также находится у Плиния: «Спящий Циклоп, написанный на очень маленькой картине, — желая даже на ней выразить его громадность, он написал рядом с ним сатиров, измеряющих тирсом большой палец его руки». В углах подкупольного свода помещены портреты Микеланджело, Рафаэля Санти, Паоло Веронезе и Гвидо Рени. |
| XLII                      | XLII. Художник Павсон (или Павзон) переворачивает картину вверх ногами, дабы заказчик увидел желаемое. Фреска основана на сюжете Лукиана Самосатского: «Художник Павзон, рассказывают, получил заказ: написать лошадь, валяющуюся на земле. Он вместо того изобразил бегущую лошадь с густым облаком пыли вокруг нее. Еще он не кончил картины, как явился заказчик и стал выражать неудовольствие, ибо совсем не то ему требовалось. Тогда Павзон велел ученику, перевернув картину верхом книзу, показать ее заказчику, и глазам последнего предстала лошадь, лежащая на спине и валяющаяся по земле». |
| XLIII                     | XLIII. Павсон много писал для комических пьес и был известен карикатурами. Аристофан, высмеивая своего соперника комедиографа Кратина, пристрастившегося к пьянству, писал: «Не посмеётся над тобой Павсон, подлец и сволочь». |
| (слева направо) XLV, XLIV | XLIV. Евфранор, дабы написать Зевса, черпает вдохновение в стихах Гомера. Источник этого сюжета неясен. Плиний упоминает что Эвфранор писал 12 богов, также об этом упоминает Валерий Максим, причём последний пишет что изобразив Нептуна Евфранор остановился и на Зевса его сил и вдохновения уже не хватило: «Впрочем как естество вещей попускает часто художеству подражать своим силам, так делает, что оное устав от труда намеряемого собою не достигает. Что испытал на себе Евфранор высочайший художник. Ибо как он в Афинах писал двенадцати богов портреты, и Нептунов сколько мог преизящными изъявляющими величество красками изобразил живо, желая потом, как самого Иовиша еще несколько величественнее представишь. Однако как он истощил все стремление мыслей в первом деле, то последовавшие его старания туда не могли достигнуть, куда его намерение стремилось». XLV. Памфил добивается всеобщего обучения детей рисованию. Об этом рассказывает Плиний: «Благодаря его значению получилось так, что сначала в Сикионе, потом и во всей Греции, свободнорожденные дети стали обучаться графике, то есть живописи на самшите, и это искусство было включено в первую ступень свободных искусств». |
| XLVI                      | XLVI. Памфил утверждает, что без знания математики и геометрии невозможно достичь высот в искусстве. Согласно Плинию, он «первым в живописи получил образование во всех науках, особенно в арифметике и геометрии, и утверждал, что без них искусство не может совершенствоваться». |
| XLVII                     | XLVII. Никий раскрашивает статую Праксителя. См. у Плиния: «Это тот Никий, о котором говорил Пракситель, когда на вопрос, каким из своих произведений в мраморе он больше всего доволен, отвечал, что теми, к которым приложил руку Никий, — такое значение он придавал его раскраске». |

### Секция 6, фрески 48—57
| Изображение фрески             | Описание сюжета по источникам |
| ------------------------------ | --- |
| XLVIII, XLIX                   | XLVIII. Мелантий использует в работе лишь четыре основные краски. Плиний в этом контексте упоминает Мелантия лишь в ряду других художников: «Четырьмя только пользуясь красками, из белых — мелосской, из охровых — аттической, из красных — понтийской синопской, из чёрных — атраментом, создали те бессмертные произведения знаменитейшие живописцы Апеллес, Аетион, Мелантий, Никомах, а между тем каждая их картина продавалась за целое состояние города». XLIX. Портрет тирана Аристида работы учеников Мелантия, среди которых был и Апеллес. История с этим портретом описана Плутархом, причём Плутарх называет художника Меланфом, а тирана — Аристратом: «Арат, который, освободив город, уничтожил все изображения тираннов, долго раздумывал, как поступить с картиною, изображающей Аристрата <…> картину писали все ученики Меланфа, и <…> в работе участвовал сам Апеллес. Аристрат стоял на колеснице рядом с богинею Победы, и картина была так хороша, что Арат сперва смягчился, тронутый совершенством письма, но тотчас же ненависть к тираннам взяла верх, и он приказал вынести и разбить доску. Тогда <…> живописец Неалк, друг Арата, заплакал и стал просить его сжалиться, но ни слезы, ни мольбы не помогли, и Неалк воскликнул, что воевать надо против тираннов, а не против их сокровищ. „Давай оставим хотя бы колесницу и Победу, — предложил Неалк, — а самого Аристрата я уберу“. Арат согласился, и Неалк стер Аристрата и на его месте написал только пальму, не решившись прибавить ничего иного. Рассказывают, что оставались видны и ноги тиранна, частично скрытые колесницей». Параллель между Мелантием и Меланфом проводят Неверов и Таронян, однако последний при этом говорит что имена учеников Мелантия неизвестны, Апеллес был скорее его коллегой а учился он у Памфила. В углах подкупольного свода помещены портреты Себастьяно дель Пьомбо, фра Анджелико де Фьезоле, Луки Синьорелли и Бальдассаре Перуцци. |
| L                              | L. Александр Македонский дарит свою наложницу Кампаспу влюблённому в нее Апеллесу. Плиний приводит эту историю в подробностях, называя возлюбленную Апеллеса Панкаспой: «Александр выразил свое уважение к нему блестящим поступком: когда он велел Алеллесу написать обнажённой из-за поразительной красоты особенно любимую им из своих наложниц, по имени Панкаспа, и почувствовал, что Апеллес во время работы влюбился в нее, он подарил её ему». |
| LI                             | LI. Кампаспа позирует Апеллесу для Афродиты Анадиомены. Об этом упоминает Плиний: «Некоторые считают что Венеру Анадиомену он написал с неё». Афиней говорит что Апеллес написал Афродиту, выходящую из волн, с Фрины. |
| (слева направо) LIII, LII, LIV | LII. Сапожник критикует новую картину Апеллеса. Плиний об этом случае говорит следующее: «Он (Апеллес) выставлял на балконе законченные произведения на обозрение прохожим, а сам, скрываясь за картиной, слушал отмечаемые недостатки, считая народ более внимательным судьей, чем u он. И рассказывают, когда какой-то сапожник, порицавший его за то, что он на одной сандалии с внутренней стороны сделал меньше петель, а на следующий день этот же сапожник, гордясь исправлением, сделанным благодаря его вчерашнему замечанию, стал насмехаться по поводу голени, он в негодовании выглянул и крикнул, чтоб сапожник не судил выше сандалий». LIII. Елена Прекрасная работы ученика Апеллеса. Историю с выговором Апеллеса своему ученику рассказал Климент Александрийский: «Живописец Апеллес, раз увидев, что один из его учеников рисует так называемую „золотую Елену“, сказал: „А, любезный, не в состоянии будучи нарисовать прекрасной Елены, рисуешь ты богатую?“». LIV. Картина Апеллеса, изображающая Александра Македонского в виде Зевса Громовержца. У Плиния читаем: «Написал он и Александра Великого с молнией в руке, в храме Эфесской Дианы, за двадцать талантов золотом. Кажется, будто пальцы выступают, а молния находится вне картины, — читатели должны помнить, что всё это выполнено четырьмя красками». |
| LV                             | LV. Апеллес, зайдя к живописцу Протогену и не застав его на месте, проводит свою линию на начатой Протогеном картине. Плиний приводит историю в подробностях: «Славный то произошел случай у него с Протогеном. Тот жил в Родосе, и когда Апеллес прибыл туда страстно желая познакомиться с его произведениями, знакомого ему только по слухам, то тотчас же направился в его мастерскую. Самого его не было, но одна старуха сторожила огромную доску на станке, подготовленную для картины. Она ответила, что Протоген вышел, и спросила, как передать, кто его спрашивал. „Вот кто“, — ответил Апеллес и, схватив кисть, провёл по доске краской тончайшую линию». Протоген, вернувшись, увидел линию Апеллеса, провёл поверх неё свою ещё более тонкую линию. Апеллес, снова зайдя к Протогену увидел это и поверх линии Протогена провёл свою «не оставив больше места для тонкости». Встретившись, художники решили оставить «эту доску для потомства, всем, но в особенности художникам, на диво». |
| LVI                            | LVI. Картина Ктесилоха, изображающая рождение младенца Либера из бедра Зевса. Рассказ Плиния об этом: «Ктесилох, ученик Апеллеса, приобрёл известность дерзко-шутливой картиной, на которой Юпитер, рожающий Либера, изображён в митре (по Неверову — в чепце) и по женски стонущем в окружении повивающих богинь». |
| LVII                           | LVII. Картина Никия Афинского «Вопрошение умерших Одиссеем». Сюжет картины основан на XI песни «Одиссеи» Гомера, когда Одиссей совершил путешествие в царство Аида. Плиний пишет о картине: «В Афинах (находится) Некиомантия Гомера, её он (Никий) не захотел продать царю Атталу за 60 талантов и предпочёл подарить своему родному городу, поскольку был очень богат». Этот рассказ полностью повторяет Плутарх, за исключением того, что царём, желавшим купить картину он называет Птолемея I. |

### Секция 7, фрески 58—65
| Изображение фрески           | Описание сюжета по источникам |
| ---------------------------- | --- |
| LVIII                        | LVIII. Купольное тондо «Апеллес с грациями». Плиний считал Апеллеса лучшим из всех художников: «Но всех, прежде бывших и будущих после, превзошёл Апеллес с Коса <…>. Он один только внёс в живопись вклад чуть ли не больше, чем все остальные вместе <…>. В его искусстве было особенное очарование, хотя в это же время были величайшие живописцы. И хотя он восхищался их произведениями, но, похвалив все, говорил что в них нет того обаяния (по О. Я. Неверову — грации), — которое греки называют Χάρις, — что им удаётся всё прочее, но в одном этом нет ему равного». И. Г. Хильтеншпергер воспользовался аллегорией — Апеллес окружён грациями, одна из которых ведён его руку с кистью, а другая придерживает картину. В углах подкупольного свода помещены портреты Тициана Вечеллио, Антонио да Корреджо, Доменикино и Питера Пауля Рубенса. |
| (слева направо) LX, LIX, LXI | LIX. Картина Аристида «Штурм города». Плиний отмечает, что Аристиду «принадлежит картина Младенец, подползающий к груди умирающей от раны матери в захваченном городе, и видно, что мать чувствует и боится, как бы он не стал с прекращением молока лизать кровь». Эта картина принадлежала Александру Македонскому. LX. Согласно Плинию Аристид «самым первым начал выражать в живописи нрав и передавать чувства человека <…> а также душевные смятения». LXI. Картина Аристида «Нимфа и сатир». Аристид был славен своими эротическими сюжетами, Афиней называет его «блудописцем» (или «порнографом», согласно Неверову) и «большим мастером подобных сюжетов». |
| LXII                         | LXII. Портрет Гликеры, возлюбленной художника Павсия. Об истории их любви рассказывает Плиний: «В юности он любил Гликеру, свою одногорожанку. Она была изобретательна в плетении венков. Состязаясь в подражании ей, он довёл это искусство до многочисленнейшего разнообразия в сочетаниях цветов. Наконец написал он и её саму сидящей с венком. Это одна из знаменитейших картин…». Г. А. Таронян в комментариях к Плинию отмечает, что Гликера — имя многих известных гетер, но не только гетер, и из-за этого Павсий также мог быть причислен к «порнографам». При этом он ссылается на «Письма» Марка Корнелия Фронтона, где Павсий назван «игривым» (lascivia) художником. Однако текст у Фронтона не вполне ясный и эпитет «игривый» там относится скорее к Евфранору.                                                                            |
| LXIII                        | LXIII. Павсий расписывает потолок. См. у Плиния: «Он же первым стал расписывать лакунарии (кессонные потолки), и до него не было принято таким образом украшать своды». |
| LXIV                         | LXIV. Павсий пишет картину «Заклание быков». Подробно об этом есть у Плиния: «Павсий <…> первым придумал тот приём в живописи, в котором впоследствии подражали ему многие, но не сравнялся никто: прежде всего, желая показать длину быка, он написал его обращённым спереди, а не сбоку, но величина его чувствуется вполне; затем, тогда как все делают те места, которые хотят представить выступающими, чуть светлой краской, а те места, которые углубляют, тёмной, он сделал всего быка чёрной краской, а тени добился при помощи её самой, с поистине огромным искусством показав на ровных поверхностях выступающие места, а на изгибах — все объёмы». |
| LXV                          | LXV. Картина Аэтиона «Свадьба Александра и Роксаны». Лукиан Самосатский писал о впечатлении, которое произвела эта картина: «…наконец, я могу назвать Аэция, живописца, изобразившего брак Роксаны и Александра? Ведь и он выставил напоказ картину на олимпийских состязаниях, так что Проксенид, бывший тогда судьей на играх, восхищенный искусством, сделал своим зятем Аэция». Существует помпейская фреска «Александр и Роксана (Марс и Венера)» (155 × 143 см). Итальянский искусствовед, сотрудник Археологического парка Помпей Грете Стефани выдвинула гипотезу, что эта фреска может быть копией картины Аэтиона (Эциона) |

### Секция 8, фрески 66—72
| Изображение фрески            | Описание сюжета по источникам |
| ----------------------------- | --- |
| LXVI                          | LXVI. Купольное тондо «Луций Муммий Ахаик и разграбление Коринфа». Многие древние авторы пишут, что поначалу римляне произведения искусства относили к предметам роскоши и считали их недостойными простого воина. Полибий упоминает, «что собственными глазами видел, как солдаты играли в кости на картинах, брошенных наземь» (см. также у Страбона). В данном случае Кленце и Хильтеншпергер основывались на рассказе Веллея Патеркула: «Муммий, напротив, был настолько неотесан, что при взятии Коринфа, намечая для отправки в Италию множество картин и статуй, созданных величайшими мастерами, наставлял сопровождающих: „Если с ними что случится, то вы должны будете изготовить новые“». В углах подкупольного свода помещены портреты Яна (!) Гольбейна, Антониса Ван Дейка, Джулио Романо и Андреа дель Сарто. |
| (слева направо) LXVII, LXVIII | LXVII. Картина Неалка «Сражение персов и египтян в устье Нила». У Плиния находим: «…когда он написал Сражение персов и египтян на кораблях и хотел дать понять, что оно произошло на Ниле, вода которого похожа на морскую, он содержанием показал то, чего не мог искусством: он написал на берегу осла, пьющего воду, и крокодила, подстерегающего его». Под выражением «вода похожа на морскую» понимается то, что Нил настолько широк, что его противоположный берег не виден, а для показания того что вода пресная Неалк изобразил пьющего осла. LXVIII. Пиреик пишет картины, вдохновляясь жизнью социальных низов, за что получил прозвище «Рипарографос (Живописец отбросов)». Плиний говорит что он прославился в малой живописи и далее рассказывает: «Не знаю, намеренно ли он низвел себя до воспроизведения низменного, но он достиг высшей славы именно в изображении низменного. Он писал цирюльни, сапожные лавки, осликов, снедь и тому подобное <…>, в том числе картины с изощренными наслаждениями, и конечно, они продавались по более высокой цене, чем самые большие картины многих художников». |
| LXIX                          | LXIX. Тимомах написал две картины, «Медея» и «Аякс», но Хильтеншпергер их объединил в одну. Эти картины были куплены Цезарем за 80 талантов. Про тимомахова «Аякса» есть сохранились строки неизвестного древнегреческого поэта: «Создан ты, о Аякс, не отцом, а скорее Тимомахом: / Взяло искусство себе всю природу твою. / Видел безумным тебя живописец…». Описание «Медеи» оставил Лукиан Самосатский: «Последней изображена Медея, сжигаемая ревностью. Из-под опущенных век она наблюдает за своими детьми, замышляя ужасное: она уже держит в руках меч, а оба несчастные мальчика сидят и смеются, совсем не подозревая того, что должно совершиться, хотя и видят меч в руках матери». Эпиграмму «Медее» Тимомаха посвятил Децим Магн Авсоний: «Труд несказанный ему был представить различные чувства / Матери, что у нее страстно боролись в душе. / Гнев сочетается в ней со слезами, и жалость — со гневом…» Неверов сообщает, что в античном изобразительном и театральном искусстве было не принято изображать непосредственно сцены убийства.                                                           |
| LXX                           | LXX. Протоген Родосский расписывает корабль. О этом эпизоде есть у Плиния: «Некоторые, также полагают, что он до пятидесяти лет расписывал корабли, видя доказательство этого в том, что, когда он расписывал в Афинах, в прославленнейшем месте, Пропилеи храма Минервы, где изобразил знаменитого Парала и Аммониаду, которую некоторые называют Навсикаей, он приписал в качестве так называемых живописцами парергиев крохотные военные корабли, чтобы было ясно, с каких начал его произведения достигли вершины для показа». |
| LXXI                          | LXXI. Протоген недоволен своей картиной «Охотник Иалис». Плиний рассказывает об этой картине: «Пальма первенства среди его картин принадлежит Иалису. <…> На ней есть собака, исполненная удивительным образом, поскольку её написал в равной мере и случай. Художник считал, что ему не удалось передать у нее пену запыхавшейся собаки, тогда как всей остальной частью, <…> он был удовлетворён. <…> Терзаемый душевными муками, так как он хотел, чтобы в картине была правда, а не правдоподобие, он очень часто стирал написанное и менял кисть, никак не удовлетворяясь. Придя, наконец, в ярость <…> он швырнул в ненавистное место губкой — она наложила обратно стёртые краски именно так, как к тому были направлены его усилия, и счастливый случай воссоздал на картине природу». Хильтеншпергер в своей фреске заменил губку кистью. |
| LXXII                         | LXXII. Метродор Афинский поступает на службу к римскому военачальнику Луцию Эмилию Павлу Македонскому. Этот рассказ также помещён у Плиния: «…Афины, где в это же время был Метродор, живописец, он же философ, пользовавшийся большим признанием в том и другом знании. И вот когда Луций Павел, после победы над Персеем, попросил афинян прислать ему наилучшего философа для обучения его детей и наилучшего живописца для украшения его триумфа, афиняне выбрали Метродора, признав его превосходнейшим и для того, и для другого». |

### Секция 9, фрески 73—86
| Изображение фрески                                   | Описание сюжета по источникам |
| ---------------------------------------------------- | --- |
| LXXIII                                               | LXXIII. Купольное тондо «Император Адриан повелевает художникам подражать тем образцам, которые он видел в заморских странах», что по мнению О. А. Неверова привело в итоге к эклектике в римском искусстве и, в конце концов, к его упадку. Этот сюжет не имеет прямых античных аналогов и обобщает представление современной Кленце науки об истории античного искусства. В углах подкупольного свода помещены портреты Маркантонио де Болонь, фра Филиппо Липпи, Амброджо Лоренцетти и Луки Лейденского. |
| (слева направо) LXXV, LXXIV, LXXVI                   | LXXIV. Римлянин Фабий Пиктор первым делает росписи храмовых стен. Эту историю рассказывает Плиний: «У римлян тоже это искусство рано снискало почёт, поскольку Фабии из знаменитейшего рода получили прозвище Пикторов по нему, и первый носитель этого прозвища сам расписал храм Здравия в 450 году от основания Города, а роспись эта продолжала существовать ещё на нашей памяти». Кленце в своей «Программе» ошибочно принял храм Здравия (Спасения по Неверову) за Дом Саллюстия в Помпеях. LXXV. Картина Антифила «Портрет Грилла», положившая начало юмористическому жанру в живописи. Плиний пишет: «Он же в шутливых картинах написал в смешном виде человека по имени Грилл, откуда такие картины называются гриллами». Таронян в комментариях к Плинию отмечает, что, поскольку Антифил был выходцем из Александрии Египетской, то он находился под сильным влиянием териоморфного египетского искусства и в качестве «гриллов» писал юмористические картины с изображением людей с головами животных. При этом он ссылается на созвучие имени Γρύλλος слову «γρῡλος» (свинья). Также он допускает «что „гриллами“ стали называть изображения безобразных и уродливых, карикатуры и особенно мифологические пародии». LXXVI. Картина Антифила «Мальчик, раздувающий огонь». Описание этой картины находится у Плиния: «Антифил славится Мальчиком, раздувающим огонь, которым освещено и помещение, красивое и само по себе, и лицо самого мальчика». |
| LXXVII                                               | LXXVII. Аполлодор из Дамаска делает замечание будущему императору Адриану. История об этом и последующей мести Адриана изложена Дионом Кассием: «А вот архитектора Аполлодора, он сначала отправил в изгнание, а потом предал смерти — формально за какой-то проступок, но на самом деле за то, что, когда Траян, советовался с ним по поводу каких-то построек и Адриан не к месту вставил своё замечание, Аполлодор сказал ему: „Ступай отсюда и рисуй свои тыквы: ты ведь ничего в этом не смыслишь“. Став императором, он проявил злопамятство и не простил ему этих дерзких слов». |
| LXXVIII                                              | LXXVIII. Диогнет обучает живописи императора Марка Аврелия. Об этом упоминает Юлий Капитолин. В «Программе» Кленце эта легенда ошибочно приписана Антонину Пию. |
| (слева направо) LXXX, LXXIX, LXXXI                   | LXXIX. Фамул (по Неверову — Фабулл) расписывает «Золотой дворец» Нерона, на заднем плане изображена Минерва, взгляд которой всегда был направлен на зрителя. См. об этом рассказ Плиния: «Был и недавно серьёзный и строгий живописец Фамул. Ему принадлежала Минерва, смотревшая на смотревшего, откуда бы ни глядеть на неё. Он писал понемногу часов в день, причём относился к этому с серьёзностью, поскольку всегда был в тоге, хотя и на подмостях. Золотой Дворец был тюрьмой его искусства, и поэтому других его образцов существует совсем немного». LXXX. Римлянин Титедий Лабеон писал картины-миниатюры. Плиний приводит подробности: «Своими маленькими картинами на досках гордился умерший недавно в глубокой старости Титедий Лабеон, бывший претор и даже проконсул Нарбонской провинции, но это его занятие вызывало насмешки и даже оскорбления». LXXXI. Апатурий расписывает стены театра в Траллах, имитируя архитектурные элементы в духе помпейских фресок. Об этом рассказывает Витрувий: «Однажды Апатурий Алабандский искусной рукой расписывал в Траллах сцену маленького театра <…>, и сделал на ней колонны, статуи кентавров, поддерживающие архитравы, круглые кровли ротонд, выдающиеся завороты фронтонов и карнизы, украшенные львиными головами <…> — в то время, как внешность этой сцены, благодаря своей рельефности, очаровывала всех зрителей и они были готовы одобрить это произведение».                              |
| LXXXII                                               | LXXXII. Иайя (согласно Неверову — Лала) из Кизика с помощью зеркала пишет свой автопортрет. Её упоминает Плиний среди прочих женщин-художниц: «Иайя из Кизика, старая дева, во времена юности Марка Варрона в Риме и кистью писала, и кестром на слоновой кости, преимущественно женские портреты, и в Неаполе на большой картине написала Старуху, а также свой портрет перед зеркалом. И ничья рука в живописи не была более быстрой, а искусство её было такое, что <…> она намного превосходила знаменитейших в это время портретистов Сополида и Дионисия». В отличие от текста Плиния, где художница названа «старой девой», Хильтеншпергер изобразил её в виде молодой женщины. Г. А. Таронян в комментариях к Плинию пишет, что некоторые исследователи предполагают, что латинское словосочетание «perpetua virga» (старая, или вечная, дева) может служить указанием на связь художницы с каким-либо религиозным культом. |
| LXXXIII                                              | LXXXIII. Студий (или согласно другой версии рукописи Лудий) первым стал на фресках изображать пейзажи со множеством деталей, включая стаффажные фигуры. См. рассказ Плиния: «…который первым ввёл прелестнейшую стенную живопись, изображая виллы, гавани и парки, рощи, леса, холмы, пруды, каналы, реки, берега, какие кто пожелает, с разными видами там разгуливающих или плывущих на кораблях, подъезжающих по земле к виллам на осликах или в повозках, а то с рыболовами, птицеловами, или даже сборщиками винограда. <…> Он же первым начал расписывать стены в помещениях на открытом воздухе, изображая приморские города с достижением приятнейшего вида и наименьшей затраты». |
| LXXXV, LXXXVI (сверху слева направо), LXXXIV (снизу) | LXXXIV. Художник Гиларий из Вифинии во время захвата Греции готами был убит вместе со всей семьей. Этот сюжет заимствован у Эвнапия: «…Автор этих строк знал также и Гилария, уроженца Вифинии, жившего и состарившегося в Афинах. Несмотря на необразованность, он выказывал такую мудрость в рисовании, что, казалось, в его руках ожил сам Евфранор. Автор этих строк безмерно восхищался этим мужем и любил его более других за красоту портретов, которые он рисовал. Тем не менее, даже Гиларий не смог избежать всеобщих бедствий: варвары схватили его и за пределами Афин (он жил около Коринфа) и обезглавили вместе с прислугой». LXXXV. Фреска, символизирующая наступление Хаоса и Тёмных веков: плачущий ангел парит во тьме над обломками античной цивилизации. LXXXVI. Фреска, символизирующая Возрождение искусств: фигура Гения, поднимающаяся из праха и пламени на крыльях Феникса. |

## Западноевропейская скульптура в галерее

### Секция 1
- Христиан Даниэль Раух. 
Портрет прусской королевы Луизы в венке из цветов, с собственным постаментом, украшенным барельефом «Милосердие»[138]
- Христиан Даниэль Раух. 
Портрет Фридриха Вильгельма III в лавровом венке, с собственным постаментом, украшенным барельефом «Виктория»[139]
- Пьетро Чеккардо Стаджи. 
Пигмалион и Галатея[140]
- Иоганн Якоб Флаттерс. 
Портрет графа Ф. В. Ростопчина[141]
- Джулио Кравари. 
Портрет военного

### Секция 2
- Бертель Торвальдсен. Пастух[142]
- Антонио Канова и мастерская. Портрет Наполеона[143]

### Секция 3
- Бертель Торвальдсен.
Ганимед[144]
- Антуан-Дени Шоде.
Кипарис[145]
- Джон Гибсон.
Психея, несомая зефирами[146]
- Бертель Торвальдсен.
Портрет императора Александра I[147]

### Секция 4
- Антонио Канова.
Три грации[148]
- Антонио Канова.
Амур[149]

### Секция 5
- Луиджи Бьенэме.
Зефир[150]
- Эмиль Вольф.
Психея[151]
- Пьетро Тенерани.
Флора[152]
- Эмиль Вольф.
Амур с атрибутами Геркулеса[153]

### Секция 6
- Антонио Канова.
Орфей[154]
- Антонио Канова.
Кающаяся Мария Магдалина[155]
- Антонио Канова.
Елена Прекрасная[156]
- Пьетро Тенерани.
Портрет Татьяны Дмитриевны Строгановой[157]

### Секция 7
- Антонио Канова.
Амур и Психея[158]
- Антонио Канова.
Голова гения смерти[159]
- Пьетро Тенерани.
Портрет князя Михаила Воронцова[160]

### Секция 8
- Антонио Канова.
Геба[161]
- Антонио Канова.
Танцовщица[162]
- Антонио Россетти.
Эсмеральда с козочкой Джали[163]
- Антонио Канова и мастерская.
Парис[164]

### Секция 9
- Антонио Канова.
Парис[165]

### Античные источники
- Афиней. Пир мудрецов. Книги I—VIII / Изд. подготовили Н. Т. Голинкевич, М. Г. Витковская, А. А. Григорьева, О. Л. Левинская, Б. М. Никольский, отв. ред. М. Л. Гаспаров. — М.: Наука, 2004. — 656 с. — (Литературные памятники). — ISBN 5-02-022718-8.
- Афиней. Пир мудрецов. Книги IX—XV / Изд. подготовил Н. Т. Голинкевич. — М.: Наука, 2010. — 597 с. — (Литературные памятники). — ISBN 978-5-02-037384-6.
- Аполлодор. Мифологическая библиотека / Изд. подготовил В. Г. Борухович, отв. ред. Я. М. Боровский. — Л.: Наука (Ленинградское отделение), 1972. — 216 с. — (Литературные памятники).
- Витрувий. Десять книг об архитектуре / Пер. Ф. А. Петровского. — М.: Изд-во Всес. Академии архитектуры, 1936. — 328 с.
- Гай Светоний Транквилл. Жизнь двенадцати цезарей / Изд-ние подг. М. Л. Гаспаров и Е. М. Штаерман, отв. ред. С. Л. Лутченко. — М.: Наука, 1964. — 376 с. — (Литературные памятники).
- Лукиан Самосатский. Сочинения: В 2 т. / Под общ. ред. А. И. Зайцева. — СПб.: Алетейя, 2001. — Т. 1. — 480 с. — (Античная библиотека). — ISBN 5-89329-314-2.
- Лукиан Самосатский. Сочинения: В 2 т. / Под общ. ред. А. И. Зайцева. — СПб.: Алетейя, 2001. — Т. 2. — 538 с. — (Античная библиотека). — ISBN 5-89329-315-0.
- Малые римские историки. Веллей Патеркул. Римская история. Анней Флор. Две книги Римских войн. Луций Ампелий. Памятная книжица / Пер. с лат., подг. А. И. Немировского. — М.: Ладомир, 1996. — 387 с. — ISBN 5-86218-125-3.
- Марк Туллий Цицерон. Избранные сочинения / Сост. и ред. М. Гаспарова, С. Ошерова, В. Смирина, вступ. статья Г. Кнабе. — М.: Художественная литература, 1975. — 456 с. — (Библиотека античной литературы).
- Павсаний. Описание Эллады: Книги I—IV / Пер. с др.-греч. С. П. Кондратьева, под ред. Е. В. Никитюк, отв. ред. проф. Э. Д. Фролов. — СПб.: Алетейя, 1996. — 336 с. — (Античная библиотека). — ISBN 5-89329-006-2.
- Павсаний. Описание Эллады: Книги V—X / Пер. с др.-греч. С. П. Кондратьева, под ред. Е. В. Никитюк, отв. ред. проф. Э. Д. Фролов. — СПб.: Алетейя, 1996. — 538 с. — (Античная библиотека). — ISBN 5-89329-007-0.
- Плиний Старший. Естествознание. Об искусстве / Пер. с лат., предислов. и примеч. Г. А. Тароняна. — М.: Ладомир, 1994. — 941 с. — ISBN 5-86218-131-8.
- Плутарх. Сравнительные жизнеописания: В 3 томах / Изд. подг. С. П. Маркиш и С. И. Соболевский, отв. ред. М. Е. Грабарь-Пассек. — М.: Изд-во АН СССР, 1961. — Т. 1. — 504 с. — (Литературные памятники).
- Плутарх. Сравнительные жизнеописания: В 3 томах / Изд. подг. М. Е. Грабарь-Пассек и С. П. Маркиш, отв. ред. М. Е. Грабарь-Пассек. — М.: Изд-во АН СССР, 1963. — Т. 2. — 548 с. — (Литературные памятники).
- Плутарх. Сравнительные жизнеописания: В 3 томах / Изд. подг. С. П. Маркиш, отв. ред. М. Е. Грабарь-Пассек. — М.: Наука, 1964. — Т. 3. — 548 с. — (Литературные памятники).
- Публий Овидий Назон. Скорбные элегии. Письма с Понта / Изд. подг. М. Л. Гаспаров, С. Ошерова, отв. ред. Ф. А. Петровский. — М.: Наука, 1978. — 272 с. — (Литературные памятники).
- Страбон. География в 17 книгах / Пер. с др.-греч., статья и коммент. Г. А. Стратановского, под общ. ред. С. Л. Утченко, ред. пер. проф. О. О. Крюгер. — М.: Изд-во АН СССР, 1964. — 944 с. — (Литературные памятники).
- Элиан. Пёстрые рассказы / Пер. с др.-греч., статья, примеч. и указатель С. В. Поляковой. — М.; Л.: Изд-во АН СССР, 1963. — 186 с. — (Литературные памятники).
- Эллинские поэты VIII—III в. до н. э. Эпос, элегия, ямбы, мелики / Отв. ред. М. Л. Гаспаров, вступ. статья и сост. В. Н. Ярхо, примеч. М. Л. Гаспарова, О. П. Цыбенко, В. Н. Ярхо. — М.: Ладомир, 1999. — 515 с. — (Античная классика). — ISBN 5-86218-237-3.

### Исследования
- Андросов С. О. Государственный Эрмитаж. Итальянская скульптура XVII—XVIII веков: Каталог коллекции. — СПб.: Изд-во Государственного Эрмитажа, 2014. — 344 с. — ISBN 978-5-93572-550-0.
- Антонова Л. В. Когда и как построен Эрмитаж. Рассказы о мастерстве / Изд. 2-е, испр. и доп.. — Л.: Изд-во Гос. Эрмитажа, 1962. — 76 с.
- Боги, люди, герои. Из собрания Национального археологического музея Неаполя и Археологического парка Помпей. Каталог выставки. — СПб.: Изд-во Гос. Эрмитажа, 2019. — 296 с. — ISBN 978-5-93572-850-2.
- Воронихина А. Н. Виды залов Эрмитажа и Зимнего дворца. — М.: Искусство, 1983. — 236 с.
- Карчёва Е. И. Государственный Эрмитаж. Западно-европейская скульптура XIX—XX веков: Каталог коллекции. — СПб.: Изд-во Гос. Эрмитажа, 2016. — 336 с. — ISBN 978-5-93572-679-9.
- Левинсон-Лессинг В. Ф. История картинной галереи Эрмитажа (1764—1917). 2-е изд., испр. и доп.. — Л.: Искусство, 1986. — 426 с.
- Неверов О. Я. Галерея истории древней живописи. — СПб.: Изд-во Гос. Эрмитажа, 2002. — 32 с. — (Архитектурные образы Нового Эрмитажа).
- Таронян Г. А. Примечания // Плиний Старший. Естествознание. Об искусстве. — М.: Ладомир, 1994. — С. 174—907. — ISBN 5-86218-131-8.
- Шапиро Ю. Г. По Эрмитажу без экскурсовода / Изд. 8-е. — Л.: Аврора, 1972. — 208 с.
- Waagen G. F. Die Gemäldesammlung in der Kaiserlichen Ermitage zu St. Petersburg nebst Bemerkungen über andere dortige Kunstsammlungen. Zweite Ausgabe. — СПб.: Verlag der Kaiserlichen Hofbuchhandlung H. Schmitzdorff (C. Röttder), 1870. — S. 448.
- CD-disk, 1999 год